# Armenid rassz

Armenid férfi Libanonból

Az armenid rassz a dinári és belső-ázsiai rasszok átmenetének tekinthető.

## Elnevezése
Egyik szinonimája az anatóliai rassz, bár e csoporton belül az armenidoknak csak egyik változatát érthetjük. Legtipikusabban az örményeknél fordul elő – innen az armenid elnevezés is. Sok armenidszerű ábrázolással találkozhatunk a Hettita Birodalom palotáiban; innen származik a rassz egyik nevének egyik szinonimája, a hettita- vagy alarid rassz.

## Testi jellegek
Termete közepes vagy kisközepes, a férfiak átlag termete 164-166 cm. A csontozat közepesen erőteljes. A kéz és váll széles, a láb kicsi, a testalkat zömök. A test gyakran esetlen – főleg idős korban, amikor is az ilyen típusúak gyakran elhíznak; ez főleg az asszonyoknál feltűnő. Először a hasi, combi és melltáji zsírpárnák fejlődnek ki. Az elhízás nagyobb mértékű a városban élőknél, mint a falusiaknál.
A fej meglehetősen rövid valamint széles is. Az átlagos fejjelző mértéke 85 körüli. A fej magas, a homlok közepesen széles, a szemrés nagy, de nem alacsony. A nyakszirt kismértékben kidomborodó. A fej körvonala hátrafelé fokozatosan emelkedő, majd hirtelen aláhanyatló. Az arc közepesen hosszú, lefelé keskenyedő. A keskenyedő háromszög alakú arcból a húsos orr erőteljesen ugrik ki. Az orrgyök és orrhát keskeny, az orr nagy és görbe. Az orrcsontok az arc síkjából erősen kiállnak. Az orr húsossága nemegyszer eléri az ajkakat is. Az orr vége meggörbült; ez adja a jellegzetes „sasorrt”. Az arc egyenes állású, az állkapocs mérsékelten alacsony, gyengén hátrafelé tartó. A csontos szemöldökív jól fejlett. Az alsó ajkak duzzadtak. A nagy orr mellett a szemek kicsinek tűnnek. A szemhéj közepesen széles és közepesen magas, a szemhéjredő közepesen ráncos. Az armenid száj nagy, a fül is gyakran a fej síkjától elálló. A nagy orr és a kissé hátrafelé álló áll a kaukázusi örményeknél és a kurdoknál „madárarcot” eredményez.
A bőrszín sárgás árnyalatú világosbarna, a haj gesztenyebarna illetve fekete. A haj egyenes vagy kis mértékben hullámos. A szemek sötétbarnák. A testszőrzet erős; a szakáll dús, a szemöldök erősen fejlett, a szeméremszőrzet fejlettsége viszont mérsékelt.

## Elterjedési terület
Elsősorban az Anatóliai-félsziget magas hegyeiben, a Közel-Kelet keleti részein, valamint a Kaukázustól délre fekvő területeken elterjedt.
Sok armenid típusú ember él az arabok elterjedési területének peremvidékén, az Arab-félszigeten – elsősorban Jemenben és Kuvaitban. Az armenidek korán megjelennek Cipruson, Krétán, Máltán, Dél-Olaszországban, valamint Dél-Spanyolország területén. Megtalálhatjuk a Balkánon és Dél-Oroszországban is. Nagy elterjedésük ellenére az armenidok sehol sem élnek nagy tömegekben.

### Kárpát-medence
A Kárpát-medencébe nagyobb számmal a 17. században került; Erdélyben a magyarság jelentős alkotóelemét alkotják. Erdélyből Magyarország szinte valamennyi területére eljutott, de nagyobb arányban kizárólag a hercegszántói sokácoknál és a Baja környéki bunyevácok körében találjuk. Aránya a magyarságban 4–5%-ra tehető, de sokuk a taurid rasszal mutat átmenetet.